# ATP Bordeaux 1994
L'ATP Bordeaux 1994 è stato un torneo di tennis giocato sulla terra rossa. È stata la 16ª edizione dell'ATP Bordeaux, che fa parte della categoria World Series nell'ambito dell'ATP Tour 1994. Il torneo si è giocato a Bordeaux in Francia, dal 12 al 18 settembre 1994.

## Campioni

### Singolare maschile
Wayne Ferreira ha battuto in finale  Jeff Tarango con il punteggio di 6–0, 7–5

### Doppio maschile
Olivier Delaître /  Guy Forget hanno battuto in finale  Diego Nargiso /  Guillaume Raoux con il punteggio di 6–2, 2–6, 7–5